# Royal College of Radiologists
Das Royal College of Radiologists (RCR) ist die Berufskörperschaft für Onkologen und Radiologen im Vereinigten Königreich. Die gemeinnützige Stiftung wurde 1939 als Faculty of Radiologists gegründet. Die Namensänderung erfolgte 1975 anlässlich der Veränderung der 1953 erteilten Royal Charter.
Das College fördert die Wissenschaft und Praxis der Onkologie und Radiologie, informiert und erzieht die Öffentlichkeit und legt professionelle Normen für die Behandlung fest. Hierzu definiert diese Körperschaft Ausbildung und Training der Radiologen und Onkologen. Das RCR ist eine gemeinnützige Organisation (engl. „registred Charity“) mit der Registrierungsnummer 211540, bzw. Unternehmensnummer RC000854.

## Geschichte
Beginnend mit der Gründung der ersten radiologischen Gesellschaft der Welt, der Roentgen Society 1897, vertraten eine ganze Reihe von Organisationen die Radiologen in Großbritannien. Weitere Organisationen waren die British Association of Radiologist (gegr. 1934), die durch ca. 100 Radiologen gegründet wurde, die die Entwicklung der medizinischen Radiologie im Sinn hatten. Im Jahr darauf wurde die Society of Radiotherapists of Great Britain and Northern Ireland gegründet, die sich die Behandlung von Krebs mit Strahlen und Radium zum Ziel gesetzt hatte. 1939 verschmolzen diese beiden Körperschaften zur Faculty of Radiologists. Dieses Jahr gilt daher als das Gründungsdatum des Royal College.
1950 veröffentlichte die Faculty of Radiologists zum ersten Mal das Clinical Radiology Journal. 1953 wurde der Faculty auch die Royal Charter erteilt. Die entscheidende Persönlichkeit in dieser Zeit war der 1949 gewählte Präsident Brian Windeyer, der die Geschäfte bis 1952 führte. 1975 wurde die Charter der Organisation geändert und in der Folge die Bezeichnung geändert in Royal College of Radiologists. 1989 wurde mit Clinical Oncology das zweite Fachmagazin der RCR zum ersten Mal veröffentlicht. 2002 wurde die erteilte Charter noch einmal geändert und die Charter von 1975 vereinfacht.

## Mitgliedschaft
Kandidaten für die Mitgliedschaft werden nach dem Speciality Training Curriculum for Clinical Radiology geprüft. Kandidaten müssen die erste Prüfung bestanden haben, bevor sie ihre Ausbildung mit ST2 fortsetzen. Gleiches gilt für die weiteren Prüfungen, die mit FRCR-Prüfungen abgeschlossen werden müssen, bevor sich ein Kandidat schließlich Fellow nennen darf.
Die hohen Anforderungen der RCR stellen auch die Qualität und Standards der Radiologen sicher. Die Prüfungen gelten zusammen mit den Prüfungen für das Royal College of Pathologists (FRCPath) zu den schwierigsten im Medizinbereich.

## Organisation
Ca. 60 hauptamtliche Mitarbeiter arbeiten unter der Führung eines vierköpfigen Managementteams für die RCR. Das Management-Team verantwortet sich gegenüber dem Board aus einem auf drei Jahre gewählten Präsidenten und sieben weiteren Offizieren der RCR.

## Veröffentlichungen
Das RCR veröffentlicht zwei wissenschaftliche, peer-reviewte Zeitschriften, seit 1950 das Clinical Radiology Journal und seit 1989 Clinical Oncology.

### Bücher
- Royal College of Radiologists (1998) Making the Best Use of a Department of Clinical Radiology
- Royal College of Radiologists (2002) Clinical Radiology: A Workforce in Crisis
- Royal College of Radiologists (2004) Imaging for Oncology
- Royal College of Radiologists (2010) Medical Image Interpretation by Radiographers

### Veröffentlichungen über das Royal College
- Malcolm Sperrin, Jon Winder (2014) Scientific Basis of the Royal College of Radiologists Fellowship